# Осташово (Псковская область)
Осташово — деревня в Куньинском районе Псковской области России. Входит в состав Жижицкой волости.

## География
Расположена на юго-востоке региона, в лесной местности, вблизи северного берега озера Жижицкое.

## Население
| 2001 | 2002 | 2010 |
| ---- | ---- | ---- |
| 3    | ↘0   | ↗1   |

## Инфраструктура
Лесное хозяйство.

## Транспорт
Ближайшая железнодорожная станция — (платформа Кодосно на линии Москва — Волоколамск — Ржев — Великие Луки — Рига.